# اسفندیار احمدیه
اسفندیار احمدیه بندار (زادهٔ ۱۳۰۷ تهران - درگذشت ۱۳۹۰ تهران) انیماتور و نقاش ایرانی و سازنده نخستین انیمیشن ایرانی است. از وی به عنوان پدر انیمیشن ایران یاد می‌شود.

## ساخت نخستین انیمیشن ایرانی
اسفندیار احمدیه نخستین انیمیشن ایران را با نام ملانصرالدین در سال ۱۳۳۶ ساخت.

## آثار
احمدیه چندین اثر را کارگردانی، طراحی، یا نقاشی کرد. تعدادی از آثار او به شرح زیرند:
- ملانصرالدین (۱۳۳۶)
- اردک حسود (۱۳۴۱)
- قمر مصنوعی
- موش و گربه
- نارنج و ترنج
- خوشه گندم (۱۳۴۲)
- خروس بی محل (۱۳۴۲)
- شکار ماه
- بادبادک به کجا می‌روی؟
- رستم و اسفندیار

## مرگ
احمدیه در ۱۷ بهمن ۱۳۹۰ به علت بیماری خونی در تهران درگذشت.